# هال دروف (مروحية)
هال دروف بالإنجليزية (HAL Dhruv ) وتعني باللغة السنسكريتية النجم القطبي مروحية خفيفية طورتها شركة شركة هندوستان آيرونوتيكس وهي مروحية متعددة الأدوار ومتعددة المهام مُعدة للإستعمالات المدنية والعسكرية. والمروحية دروف مناسبة للهجوم الأرضي وتستخدم النسخة العسكرية من هذه المروحية في جيوش الهند، كما صدرت إلى عدد من دول العالم.
بدأ تطوير المروحية دروف عام 1984  لكن التقدم كان بطيئاً وطار النموذج الأولي لأول مرة عام 1992.لكن الإنتاج الفعلي لم يبدأ الا عام 2000 وبلغ مجموع الطائرات المسلمة للجيش الهندي 75 طائرة، وتقدر طلبات القوات المسلحة الهندية من هذه المروحية ب 120 مروحية للجيش، 120 مروحية للبحرية و60 مروحية للقوة الجوية الهندية.

## التصميم
تملك المروحية هال دروف تصميماً تقليدياً .حوالي 60% من هيكل الطائرة مصنوع من مواد مركبة. هذا سمح بتخفيض الوزن إلى النصف . مقصورة الطيارين مصنوعة من مركبات كيفلر والياف الكاربون .تستطيع المروحية هال دروف الطيران لإرتفاعات عالية جداً وهذا متطلب حاسم بالنظر لطبيعة الأراضي الهندية . وتتسع مقصورة الركاب لما بين 12 إلى 14 راكب، بينما تتسع مروحية الأسعاف لأربع حملات وأثنين من المسعفين .تم تجهيز النموذج الأولي من المروحية مع بمحركات توربوميكا (TM 333-2B2) وهي محركات محرك عمود دوران توربيني بقدرة 990 حصان لكل محرك .وتم توقيع إتفاقية مع الشركة المنتجة لمحركات تيربو كات لإنتاج محركات أقوى .وتتضمن المروحية جهاز رادار، مكتشف القذائف، جهاز تشويش للإشعة تحت الحمراء وخافي اللهب .

## التسليح
تُجهز مروحيات هال دروف العاملة لدى الجيش الهندي بجنيحات ثابتة لتحمل ثماني صواريخ مضادة للدبابات أو اربع صواريخ جو-جو واربع حاويات لقنابل غير موجهة من عيار 68 ملم أو 70 ملم .أما المروحيات المجهزة للبحرية الهندية فتزود باربع صواريخ مضادة للسفن أو طوربيدين أثنين.

## الدول المستخدمة
- الإكوادور [9]
- الهند [10][10][10][11]
- إسرائيل[12]
- جزر المالديف [9]
- موريشيوس [13]
- نيبال[9]
- سورينام [9]
- تركيا [14]
- بيرو [15]

## اقرأ ايضاً
- يوروكوبتر تايغر
- مي 35 إم
- كاموف كا-50
- أغستا إيه 129 مانغوستا
- زد-10